# (366) Винчентина
(366) Винчентина (итал. Vincentina) — крупный астероид главного пояса, который был открыт 21 марта 1893 года французским астрономом Огюстом Шарлуа в обсерватории Ниццы и назван в честь итальянского астронома Винченцо Черулли.

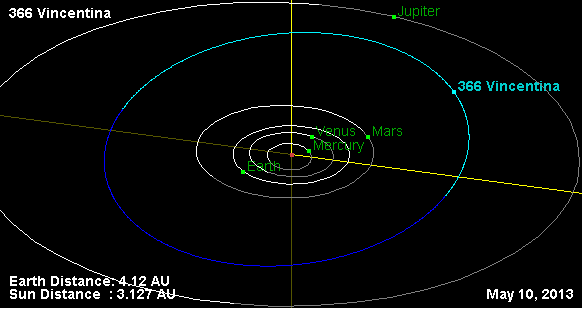
Орбита астероида Винчентина и его положение в Солнечной системе